# Willy Lindwer
Wolf Lindwer ON (Amsterdã, 18 de março de 1946), mais conhecido pelo nome artístico Willy Lindwer, é um cineasta, produtor e escritor neerlandês. Conhecido por sua série de trabalhos focados no gênero documentário, entre suas principais obras está Laatste Zeven Maanden van Anne Frank (1988), no qual narra os últimos sete meses de Anne Frank com o apoio de relatos de sobreviventes dos campos de concentração de Auschwitz e Bergen-Belsen. Na 16.ª edição do Emmy Internacional, o trabalho foi premiado na categoria de seu respectivo gênero. Em 2010, em reconhecimento às suas contribuições para o cinema neerlandês, foi condecorado com a Ordem de Orange-Nassau pela rainha Beatriz dos Países Baixos.